# Liste der Kulturdenkmäler in Döttesfeld
In der Liste der Kulturdenkmäler in Döttesfeld sind alle Kulturdenkmäler im Ortsteil Breitscheid der rheinland-pfälzischen Ortsgemeinde Döttesfeld aufgeführt. In den Ortsteilen Bauscheid, Döttesfeld und Oberähren sind keine Kulturdenkmäler ausgewiesen. Grundlage ist die Denkmalliste des Landes Rheinland-Pfalz (Stand: 9. Februar 2023).

## Einzeldenkmäler
| Bezeichnung | Lage                                          | Baujahr                            | Beschreibung                                               | Bild                           |
| ----------- | --------------------------------------------- | ---------------------------------- | ---------------------------------------------------------- | ------------------------------ |
| Brunnen     | Breitscheid, Grenzbachstraße, bei Nr. 12 Lage | zweite Hälfte des 19. Jahrhunderts | Pumpbrunnen, Gusseisen, zweite Hälfte des 19. Jahrhunderts | weitere Bilder Fotos hochladen |